# Alectoria Island
Alectoria Island ist eine Insel im Prinz-Gustav-Kanal zwischen der Antarktischen Halbinsel und der James-Ross-Insel. Sie ist weniger als 2 km lang, flach und nahezu eisfrei. Die Insel liegt etwa 1 km vor der Mündung des Aitkenhead-Gletschers.
Alectoria Island wurde 1945 vom Falkland Islands Dependencies Survey (FIDS) erkundet und nach der Flechten-Art Alectoria antarctica benannt, die damals auf der Insel vorherrschte.